# Fahad al-Ghesheyan
Fahad al-Ghesheyan (فهد الغشيان) est un footballeur saoudien, né le 1er août 1973.

## Biographie
En tant qu'attaquant, il fut international saoudien de 1989 à 1998.
Il participa à la Coupe du monde de football de 1994, aux États-Unis, la première apparition du pays en phase finale. Il fut deux fois remplaçant contre le Maroc et contre la Suède. En plus d'être remplaçant, il inscrit à la 85e minute un but en huitièmes contre la Suède (1-3), ce qui constitue la meilleure performance de l'Arabie saoudite en Coupe du monde de football.
Il participa à la Coupe des confédérations 1995, mais l'Arabie saoudite fut éliminée dès le 1er tour, sans marquer le moindre but contre le Danemark et le Mexique.
Il joua dans deux clubs saoudiens (Al Hilal Riyad et Al Nasr Riyad) et un club néerlandais pour six mois, l'AZ Alkmaar. Il a tout gagné avec Al Hilal Riyad, tant au niveau national que régional et continental. (voir palmarès)

## Clubs
- 1993-2000 :  Al Hilal Riyad
- 1998 :  AZ Alkmaar (prêt)
- 2000-2001 :  Al Nasr Riyad

## Palmarès
Avec Al Hilal Riyad
- Championnat d'Arabie saoudite de football
  - Champion en 1996 et en 1998
- Coupe d'Arabie saoudite de football
  - Vainqueur en 1996 et en 2000
- Ligue des champions de l'AFC
  - Vainqueur en 2000
- Coupe d'Asie des vainqueurs de coupe

- - Vainqueur en 1996
- Supercoupe d'Asie
  - Vainqueur en 1997 et en 2000
- Ligue des champions arabes
  - Vainqueur en 1994 et en 1995
- Coupe arabe des vainqueurs de coupe de football
  - Vainqueur : 2000
- Supercoupe arabe
  - Finaliste en 1996
- Coupe arabe des clubs champions de football
  - Vainqueur en 1998
  - Finaliste en 2000
- Coupe Crown Prince d'Arabie saoudite
  - Vainqueur en 1995 et en 2000
  - Finaliste en 1994 et en 1999

Avec Al Nasr Riyad
- Supercoupe arabe
  - Finaliste en 2001
- Championnat d'Arabie saoudite de football
  - Vice-champion en 2001